# Deux de carreau
Le deux de carreau (2♦) est une des cartes à jouer traditionnelles en Occident. Elle apparaît dans les jeux de 52 cartes et dans certains jeux de tarot, mais pas dans les jeux de 32 cartes. Il s'agit d'une valeur dont l'enseigne est le carreau. Il s'agit donc d'une carte de couleur rouge.